# 第78回天皇杯・第69回皇后杯 全日本総合バスケットボール選手権大会
第78回天皇杯・第69回皇后杯 全日本総合バスケットボール選手権大会（だい78かいてんのうはい・だい69かいこうごうはい ぜんにほんそうごう―せんしゅけんたいかい）は、2003年1月2日から13日まで開催された全日本総合バスケットボール選手権大会である。

## 出場チーム

### 男子
JBL
- トヨタ自動車アルバルク（スーパーリーグ1位）
- 三菱電機メルコドルフィンズ（スーパーリーグ3位）
- 松下電器パナソニックスーパーカンガルーズ（スーパーリーグ5位）
- 新潟アルビレックス（スーパーリーグ7位）
- さいたまブロンコス（日本リーグ1位）
- 東京海上ビッグブルー（日本リーグ3位）

- アイシンシーホース（スーパーリーグ2位）
- 東芝ブレイブサンダース（スーパーリーグ4位）
- 日立サンロッカーズ（スーパーリーグ6位）
- オーエスジーフェニックス（スーパーリーグ8位）
- ニデックブルーダックス（日本リーグ2位）
- 北陸電力ブルースパークス（日本リーグ4位）

学生
- 専修大学（1位）
- 早稲田大学（3位）
- 法政大学（5位）
- 中央大学（7位）

- 日本体育大学（2位）
- 青山学院大学（4位）
- 大東文化大学（6位）
- 東北学院大学（8位）

地方ブロック
- 宮田自動車（北海道）
- 横浜ギガキャッツ（関東）
- 愛知学泉大学（東海）
- 松江工業クラブ（中国）
- 鹿児島教員クラブ（九州）

- 宮城教員（東北）
- 富山グラウジーズ（北信越）
- 京都産業大学（近畿）
- 四国電力（四国）

### 女子
WJBL
- シャンソン化粧品シャンソンVマジック（Wリーグ1位）
- 日本航空JALラビッツ（Wリーグ3位）
- トヨタ自動車アンテロープ（Wリーグ5位）
- デンソーアイリス（Wリーグ7位）
- 甲府クィーンビーズ（WIリーグ1位）
- 広島銀行ブルーフレイムズ（WIリーグ3位）

- ジャパンエナジーJOMOサンフラワーズ（Wリーグ2位）
- 三菱電機コアラーズ（Wリーグ4位）
- 日立ハイテクノロジーズ・スクァレルズ（Wリーグ6位）
- 富士通レッドウェーブ（Wリーグ8位）
- アイシン・エィ・ダブリュ ウィングス（WIリーグ2位）
- 荏原製作所エバラヴィッキーズ（WIリーグ4位）

学生
- 日本体育大学（1位）
- 早稲田大学（3位）
- 愛知学泉大学（5位）
- 筑波大学（7位）

- 大阪体育大学（2位）
- 大阪薫英女子短期大学（4位）
- 拓殖大学（6位）
- 東北学院大学（8位）

地方ブロック
- With Spirits（北海道）
- 玉川大学（関東）
- 桜花学園大学（東海）
- 島根大学（中国）
- 鶴屋百貨店（九州）

- 秋田銀行（東北）
- 北國銀行（北信越）
- 樟蔭東高等学校（近畿）
- くろしお（四国）

## 試合結果

### 男子
決勝
- アイシン 90 - 73 松下電器

### 女子
決勝
- ジャパンエナジー 75 - 54 シャンソン化粧品

## 大会ベスト5

### 男子
- 後藤正規（アイシン№6・3年連続3度目）
- エリック・マッカーサー（アイシン№55・2年連続2度目）
- 青野文彦（松下電器№31・初受賞）
- 古田悟（三菱電機№45・3年ぶり3度目）
- 大口真洋（オーエスジー№3・初受賞）

### 女子
- 濱口典子（ジャパンエナジー№15・8年連続8度目）
- 川畑宏美（ジャパンエナジー№11・初受賞）
- 永田睦子（シャンソン化粧品№4・5年連続6度目）
- 薮内夏美（日本航空№7・初受賞）
- 矢野優子（トヨタ自動車№4・初受賞）